# Горбани (Полтавская область)
Горбани (укр. Горбані) — село,
Новогалещинский поселковый совет,
Козельщинский район,
Полтавская область,
Украина.
Код КОАТУУ — 5322055503. Население по переписи 2001 года составляло 279 человек.

## Географическое положение
Село Горбани находится на правом берегу реки Рудька,
ниже по течению на расстоянии в 1,5 км расположено село Ревовка (Кременчугский район),
на противоположном берегу — пгт Новая Галещина.

## История
Село указано на подробной карте Российской Империи и близлежащих заграничных владений 1816 года как хутор Горбани.